# Millencourt-en-Ponthieu
Millencourt-en-Ponthieu település Franciaországban, Somme megyében. Lakosainak száma 343 fő (2022. január 1.). Millencourt-en-Ponthieu Neuilly-l’Hôpital, Agenvillers, Caours, Drucat, Gapennes, Neufmoulin és Saint-Riquier községekkel határos.

## Népesség
A település népességének változása:
| Lakosok száma | 370  | 363  | 359  | 357  | 354  | 352  | 349  | 343  |
|               | 2013 | 2015 | 2017 | 2018 | 2019 | 2020 | 2021 | 2022 |